# Championnat du Luxembourg de football 2020-2021
Navigation
Saison précédente Saison suivante
La saison 2020-2021 de Division nationale est la cent-sixième édition de la première division luxembourgeoise.
Le CS Fola Esch remporte son huitième titre de champion du Luxembourg à l'issue de la dernière journée.

## Organisation
Il  n'y a pas eu de relégation la saison passée, avec l'arrivée de Wiltz et Hesperange le championnat passe à seize équipes.
Le FC Blue Boys Muhlenbach fusionne avec le FC RM Hamm Benfica et joue sous ce nom en Division nationale.
Les participants au championnat sont confrontés à deux reprises aux quinze autres. En fin de saison, il n'y aura pas de relégation ni de promotion.

## Les 16 clubs participants
| \| Dudelange Fola Esch Jeunesse d'Esch Niedercorn Differdange Luxembourg Strassen Pétange Mondorf-les-Bains Ettelbruck Rosport Hostert Rodange Benfica Hesperange Wiltz \| Localisation des clubs engagés dans le championnat. |
| Dudelange Fola Esch Jeunesse d'Esch Niedercorn Differdange Luxembourg Strassen Pétange Mondorf-les-Bains Ettelbruck Rosport Hostert Rodange Benfica Hesperange Wiltz                                                           |

| Club                                    | Dernière montée | Classement 2019-2020 | Stade                       | Capacité | Ville             |
| --------------------------------------- | --------------- | -------------------- | --------------------------- | -------- | ----------------- |
| Club Sportif Fola Esch                  | 2008            | 1er                  | Stade Émile-Mayrisch        | 3 900    | Esch-sur-Alzette  |
| Football Club Progrès Niederkorn        | 2006            | 2e                   | Stade Jos Haupert           | 2 800    | Differdange       |
| Football Club Differdange 03            | 2006            | 3e                   | Stade du Thillenberg        | 6 000    | Differdange       |
| Union Titus Pétange                     | 2016            | 4e                   | Stade municipal de Pétange  | 2 400    | Pétange           |
| F91 Dudelange                           | 1992            | 5e                   | Stade Jos Nosbaum           | 4 650    | Dudelange         |
| Football Club UNA Strassen              | 2015            | 6e                   | Complexe Sportif Jean Wirtz | 2 000    | Strassen          |
| Racing Football Club Union Luxembourg   | 2015            | 7e                   | Stade Achille-Hammerel      | 5 900    | Luxembourg        |
| Association Sportive La Jeunesse d'Esch | 1909            | 8e                   | Stade de la Frontière       | 5 400    | Esch-sur-Alzette  |
| FC Victoria Rosport                     | 2014            | 9e                   | VictoriArena                | 2 500    | Rosport           |
| Etzella Ettelbruck                      | 2018            | 10e                  | Stade Am Deich              | 2 202    | Ettelbruck        |
| Union sportive Hostert                  | 2017            | 11e                  | Stade Jos Becker            | 1 500    | Hostert           |
| Union sportive de Mondorf-les-Bains     | 2014            | 12e                  | Stade John Grün             | 3 600    | Mondorf-les-Bains |
| Football Club Rodange 91                | 2019            | 13e                  | Stade Joseph Philippart     | 3 400    | Rodange           |
| Football Club Swift Hesperange          | 2020            | 1er (D2)             | Stade Alphonse-Theis        | 4 000    | Hesperange        |
| Football Club Wiltz 71                  | 2020            | 2e (D2)              | Stade Poetz                 | 2 000    | Wiltz             |
| RM Hamm Benfica                         | 2020            | 3e (D2)              | Stade du Cents              | 2 800    | Luxembourg        |

- RM Hamm Benfica prend la place de FC Blue Boys Muhlenbach (14e lors de la saison 2019-2020) à la suite d'une fusion.

- Premier tour de qualification de la Ligue des champions 2020-2021
- Premier tour de qualification de la Ligue Europa 2020-2021
- Promu de Promotion d'Honneur

## Compétition

### Classement
Le classement est établi sur le barème de points classique (victoire à 3 points, match nul à 1, défaite à 0).
Pour départager les égalités, on tient d'abord compte de la différence de buts générale, puis du nombre de buts marqués, puis des confrontations directes et enfin si la qualification ou la relégation est en jeu, les deux équipes jouent une rencontre d'appui sur terrain neutre.
| Rang | Équipe               | Pts | J  | G  | N  | P  | Bp | Bc | Diff |
| ---- | -------------------- | --- | -- | -- | -- | -- | -- | -- | ---- |
| 1    | Fola Esch            | 68  | 30 | 21 | 5  | 4  | 89 | 35 | +54  |
| 2    | F91 Dudelange        | 66  | 30 | 20 | 6  | 4  | 70 | 29 | +41  |
| 3    | Swift HesperangeP    | 65  | 30 | 19 | 8  | 3  | 72 | 30 | +42  |
| 4    | Racing Luxembourg    | 54  | 30 | 17 | 3  | 10 | 47 | 29 | +18  |
| 5    | Progrès Niederkorn   | 53  | 30 | 15 | 8  | 7  | 48 | 30 | +18  |
| 6    | Differdange 03       | 45  | 30 | 13 | 6  | 11 | 51 | 48 | +3   |
| 7    | Wiltz 71P            | 44  | 30 | 13 | 5  | 12 | 45 | 42 | +3   |
| 8    | Jeunesse d'Esch      | 43  | 30 | 12 | 7  | 11 | 41 | 43 | -2   |
| 9    | US Hostert           | 37  | 30 | 9  | 10 | 11 | 47 | 56 | -9   |
| 10   | UNA Strassen         | 35  | 30 | 9  | 8  | 13 | 44 | 65 | -21  |
| 11   | US Mondorf-les-Bains | 28  | 30 | 7  | 7  | 16 | 33 | 56 | -23  |
| 12   | Rodange 91           | 28  | 30 | 6  | 10 | 14 | 27 | 52 | -25  |
| 13   | Victoria Rosport     | 27  | 30 | 8  | 3  | 19 | 37 | 67 | -30  |
| 14   | RM Hamm Benfica      | 26  | 30 | 5  | 11 | 14 | 33 | 48 | -15  |
| 15   | Etzella Ettelbruck   | 24  | 30 | 5  | 9  | 16 | 32 | 57 | -25  |
| 16   | UT Pétange           | 21  | 30 | 5  | 6  | 19 | 23 | 52 | -29  |

| Légende : Qualifications et relégations | Légende : Qualifications et relégations                       |
| --------------------------------------- | ------------------------------------------------------------- |
|                                         | Ligue des champions 2021-2022 (1er tour de qualification)     |
|                                         | Ligue Europa Conférence 2021-2022 (2e tour de qualification)  |
|                                         | Ligue Europa Conférence 2021-2022 (1er tour de qualification) |
|                                         | Relégation en Promotion d'honneur                             |
|                                         | P : Promus C : Vainqueur de la Coupe du Luxembourg - Annulée  |

## Bilan de la saison
| Championnat du Luxembourg de football 2020-2021 |                        |
| Champion                                        | Fola Esch (8e titre)   |
| Coupes et trophées                              |                        |
| Vainqueur de la Coupe du Luxembourg 2020-2021   | Compétition abandonnée |
| Qualifications continentales                    |                        |
| Ligue des champions de l'UEFA 2021-2022         | Fola Esch              |
| Ligue Europa Conférence 2021-2022               | F91 Dudelange          |
| Ligue Europa Conférence 2021-2022               | Swift Hesperange       |
| Ligue Europa Conférence 2021-2022               | Racing Luxembourg      |
| Promotions et relégations                       |                        |
| Promus en Division nationale                    | Aucun                  |
| Relégués en Promotion d'honneur                 | Aucun                  |